# Guillaume Côté
Guillaume Côté, né le 17 septembre 1981 à Métabetchouan–Lac-à-la-Croix (Québec), est un danseur de ballet, chorégraphe, compositeur et directeur artistique québécois. Il est danseur principal et chorégraphe associé au Ballet national du Canada.
Il est considéré « comme le meilleur danseur classique de l'histoire canadienne » et « l'un des meilleurs danseurs de sa génération »,. 

## Biographie
Guillaume Côté nait à Métabetchouan-Lac-à-la-Croix, un village de la région du Lac-Saint-Jean, au Québec. Ses parents, René Côté et Germaine Tremblay, sont enseignants et passionnés par les arts. Germaine a notamment aidé à mettre sur pied une école de ballet à Alma, Le Prisme Culturel, pour faciliter l'accès à la formation artistique. À l'âge de trois ans, Guillaume y prend ses premiers cours de danse, en compagnie de sa sœur aînée Geneviève et de plusieurs cousins. À l'âge de 10 ans, un voyage à Montréal organisé par Le Prisme Culturel lui permet de voir son premier ballet sur scène : Casse-Noisette de Fernand Nault, produit par Les Grands Ballets Canadiens.
En 1994, à l'âge de 11 ans, et bien que ne parlant pas anglais, Guillaume Côté entre à l'École nationale de ballet du Canada à Toronto, où il suit une formation de danse jusqu'en 1999,. De plus, il reçoit une formation complémentaire à l'école d'été du Ballet de Hambourg en 1998, où il travaille directement avec John Neumeier et de nombreux autres professeurs européens renommés. En 1999, il effectue un stage à la School of American Ballet, école associée du New York City Ballet. Il y étudie le style Balanchine avec Peter Boal, Jock Soto et Peter Martins.

## Carrière

### Ballet national du Canada
En 1998, à l’âge de 17 ans, Côté joint le Ballet national du Canada en tant qu’apprenti. À 19 ans, il fait ses débuts dans le rôle du prince Siegfried dans Le Lac des cygnes, devenant ainsi le plus jeune danseur de la compagnie à danser ce rôle. En 2001, il danse Roméo dans Roméo et Juliette. 
En 2004, à l'âge de 23 ans, Côté devient danseur principal de la compagnie,. Son répertoire comprend alors La Belle au bois dormant et Nijinsky de John Neumeier. Côté célèbre son 20e anniversaire au Ballet national en 2019, après une représentation d' Apollo. 
Le 18 juin 2023, Guillaume Côté fait ses adieux définitifs au rôle de Roméo, un rôle marquant pour sa carrière. En février 2024, Côté annonce sa retraite de la danse professionnelle suivant la saison 2024/2025. 

### Artiste invité
En tant que danseur invité, Côté joue avec le Scala Theatre Ballet, l'English National Ballet, le Royal Ballet, l'American Ballet Theatre, le Ballet de Hamburg et le Ballet de Stuttgart, ainsi que dans Kings of the Dance, The Vision of Manuel Legris et Roberto Bolle and Friends. 

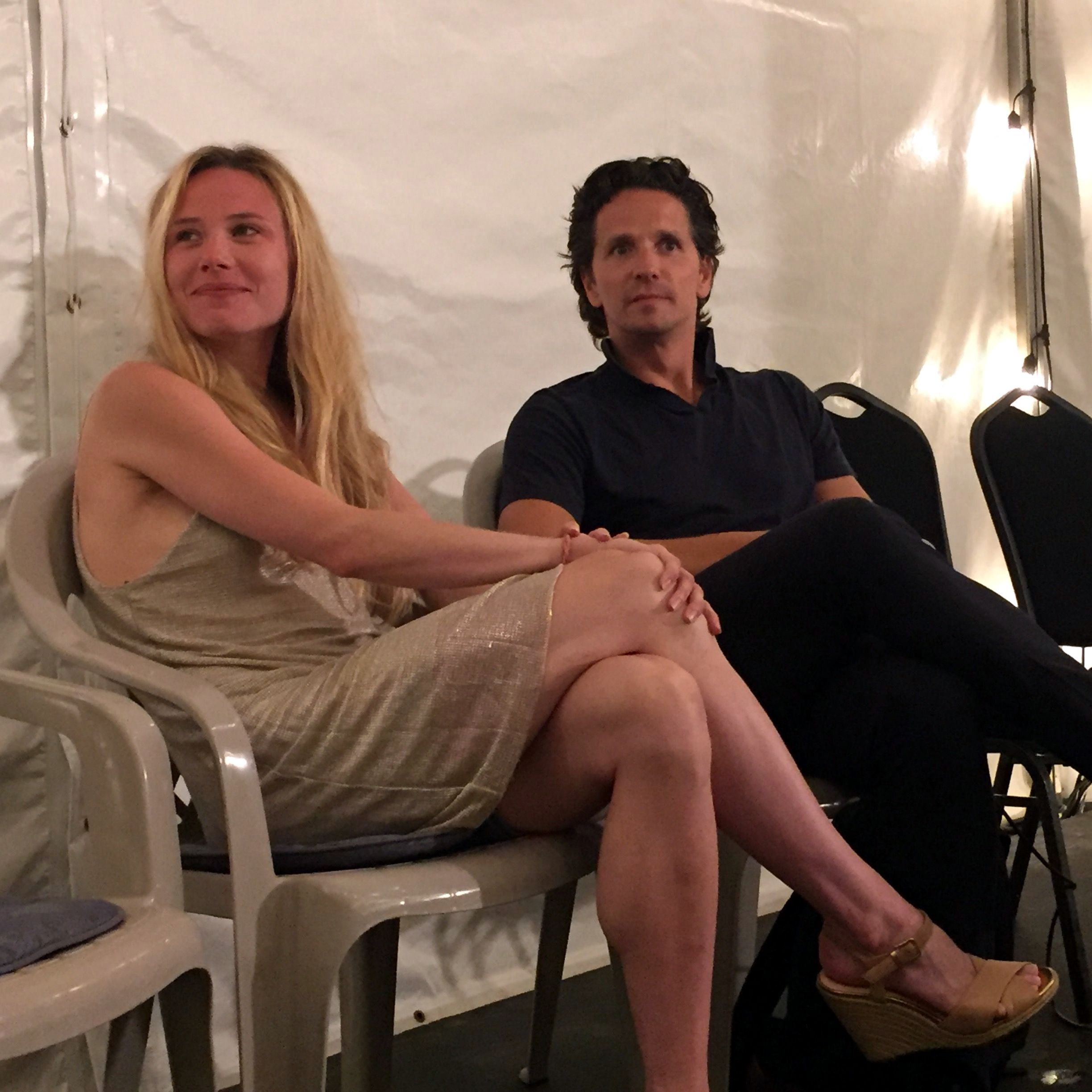
La danseuse Sara Mearns et le danseur et chorégraphe Guillaume Côté lors de la causerie à la suite de leur prestation au Festival des arts de Saint-Sauveur en 2022.

Le 15 décembre 2018, Côté est invité à danser Roméo et Juliette d'Alexei Ratmansky avec Evgenia Obraztsova et le Ballet du Bolchoï à Moscou, faisant de lui le premier danseur québécois — et l'un des rares Canadiens — à avoir dansé sur cette scène. Après la prestation, Guillaume Côté évoque, dans une entrevue à Radio-Canada, qu'il s'agit de « l'une des plus belles soirées de [sa] carrière ». 
En 2020, il fait ses débuts au New York City Ballet, dansant Le Lac des cygnes avec Sara Mearns.

### Son œuvre
S'attirant une « réputation internationale pour son sens exceptionnel de la musique, de la technique et de l'interprétation dramatique », Guillaume Côté a interprété les principaux rôles du répertoire classique.
Il possède également une vaste expérience dans les œuvres néoclassiques et contemporaines. « Bien qu'il possède la scène, Côté aime aussi le studio – il se décrit comme un « maniaque des répétitions » – où participer à la création de nouvelles œuvres est ce qui le passionne le plus ». 
La critique française Antonellla Poli écrit: « Guillaume Côté, étoile du Ballet national du Canada, est unique: talent, intelligence limpide, aisance scénique, musicalité et sensibilité artistique le rendent exceptionnel ».

## Travail chorégraphique
En 2013, Guillaume Côté est nommé chorégraphe associé du Ballet national. Sa première œuvre complète, Le Petit Prince, basée sur la nouvelle du même nom, est présentée en 2016,.
Sa deuxième pièce complète, Frame by Frame (2018), est une œuvre multimédia réalisée par Robert Lepage. Coproduit par le Ballet national du Canada, l'Office national du film du Canada et Ex Machina, la compagnie de Lepage, l'œuvre célèbre l'animateur et cinéaste Norman McLaren. Dans le Toronto Star, Michael Crabb écrit : « Frame by Frame est sans doute la production la plus ambitieuse du Ballet national à ce jour. Avec son mélange de danse, de narration, de cinéma et d'effets visuels de haute technologie, le public était extrêmement enthousiaste. On ne s'ennuie jamais. C'est original, plein d'action, visuellement captivant et souvent très drôle. »
Côté chorégraphie la performance des patineurs artistiques Tessa Virtue et Scott Moir lors de leur tournée d'adieu « Rock the Rink ». 

### Côté Danse
En 2021, Guillaume Côté fonde la compagnie de production Côté Danse afin de développer des projets indépendants. 
Ses œuvres chorégraphiques impliquent le multimédia (Frame by Frame, Crypto), la collaboration interdisciplinaire et des expériences immersives telles que Touch, présentée au Lighthouse Immersive à Toronto d'octobre 2021 à janvier 2022. Côté estime qu'« il y a tellement de potentiel dans l'ouverture de nos esprits à la danse et au mouvement qui peut être développé au-delà d'une scène à l'italienne classique. » 
Forts de leur passion pour Shakespeare et du succès de leur précédente collaboration (Frame by Frame), Guillaume Côté et Robert Lepage s'associent à nouveau pour raconter Hamlet, sans paroles, à travers le mouvement et la musique, la fumée et les miroirs, la lumière et les ombres, les accessoires symboliques et une scénographie imaginative. En 2023, une première ébauche de Hamlet est présentée au Festival des Arts de Saint-Sauveur. En février 2025, le spectacle est présenté à la Place des Arts. 

## Musicien et compositeur
Guillaume Côté grandit en jouant du piano, de la clarinette et de la guitare classique. Il étudie la composition au Conservatoire royal de musique. Sa connaissance approfondie de la musique et de la musicalité l'a conduit à écrire des partitions pour des ballets et des films.

En 2007, il joue dans le documentaire Moving to His Music: The Two Muses of Guillaume Côté en 2007, pour lequel il compose la musique. Ce film remporte le prix Gémeaux de la meilleure performance.

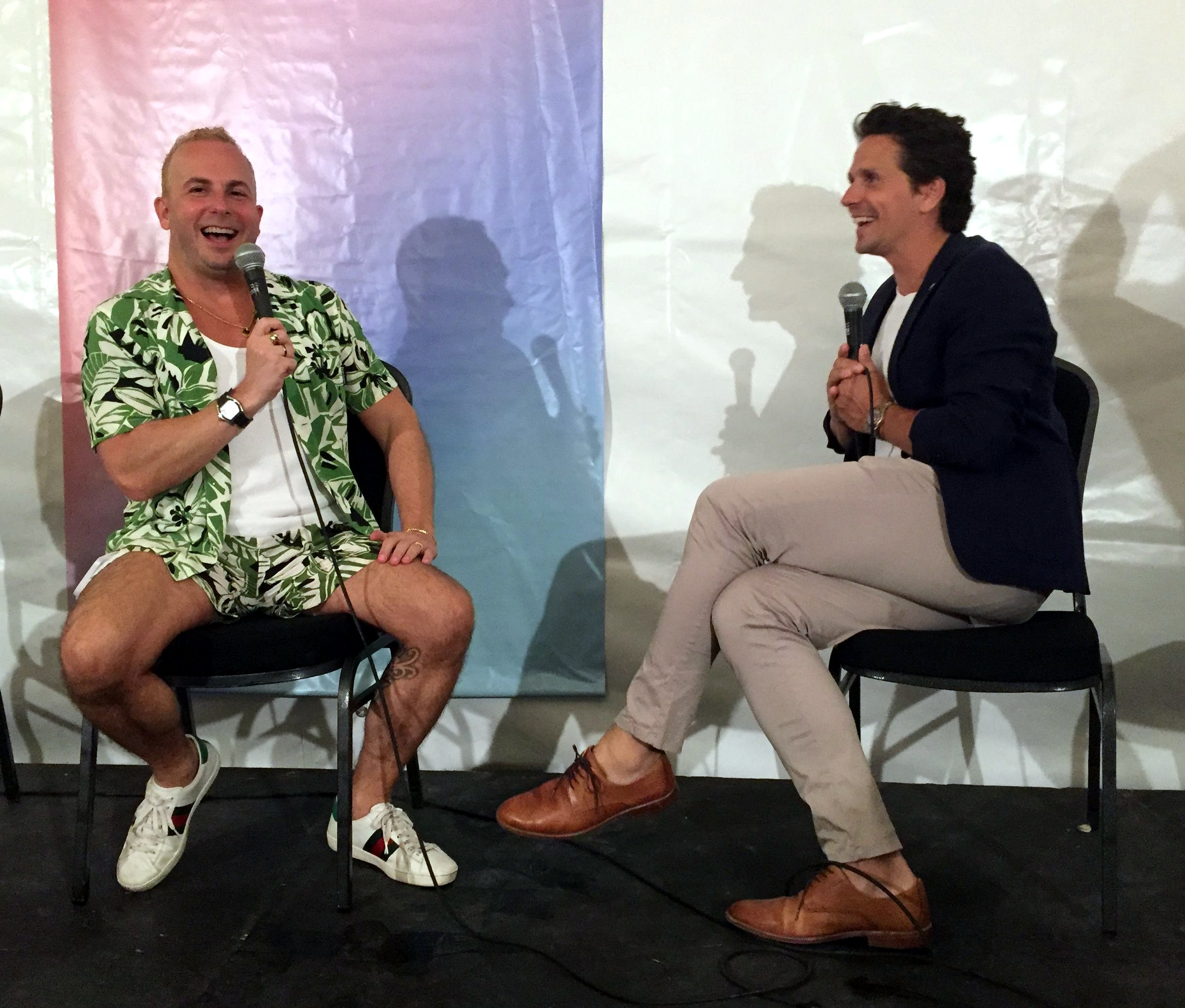
Le chef Yannick Nézet-Séguin et Guillaume Côté lors d'une discussion à la suite du concert de l'Orchestre Métropolitain au Festival des arts de Saint-Sauveur en 2023.

## Festival des Arts de Saint-Sauveur
En 2014, Guillaume Côté est nommé directeur artistique du Festival des Arts de Saint-Sauveur (FASS), un festival de danse dans la région des Laurentides au Québec. Fondé en 1992 (sous le nom du Festival des Arts Hiawatha), le FASS devient le plus grand présentateur régional de danse au pays, invitant des artistes et des compagnies de renommée internationale, ainsi que des artistes et des compagnies émergentes à se produire sous un chapiteau.

## Prix et distinctions
- 2021 – Chevalier de l'Ordre national du Québec[28]
- 2020 – Prix du Festival International du Film de Milan (MIFF) pour Lulu
- 2019 – Prix Dora Mavor Moore (Toronto) pour la meilleure chorégraphie et la meilleure production (partagées avec Robert Lepage) pour Frame by Frame
- 2018 – Danse avec la plume (Paris). Le Ballet national du Canada remporte la Plume d'or pour Nijinsky. Guillaume Côté reçoit une Mention pour sa performance au Théâtre des Champs Élysées à Paris
- 2015 – Prix de la meilleure chorégraphie et le prix du public au 10e concours international du prix Erik Bruhn (Toronto) pour Enkeli.
- 2012 – Médaille de l'Assemblée nationale du Québec
- 2011 – Nommé Membre de la Société de l'Ordre du Bleuet pour les Arts et la Culture pour sa contribution au rayonnement culturel de la région du Saguenay-Lac-St-Jean
- 2011 – Prix Dora Mavor Moore (Toronto) de la meilleure chorégraphie pour Fractals: A Pattern of Chaos
- 2011 – 25e Concours international de la Société de ballet d'Hanovre (Allemagne) : No. 24 remporte le prix de la meilleure chorégraphie (3e prix)
- 2010 – Rolex Dancers First Award (Totonto): Meilleure performance pour La Belle au bois dormant avec le Ballet national du Canada
- 2008 – Fondazione Premio Galileo (Florence): Pentagramma d'Oro pour la musique composée pour Moving to his Music : Les Deux Muses de Guillaume Côté
- 2008 – La Commission scolaire du Lac-Saint-Jean (Alma) donne son nom à une salle aménagée pour répondre aux besoins des élèves inscrits aux programmes de danse.
- 2007 – Gemini Awards (Toronto): Meilleure performance et meilleure musique pour Moving to His Music: The Two Muses of Guillaume Côté
- 2003 – Prix Dora Mavor Moore (Toronto) de la meilleure performance de danse pour The Contract
- 1998 – Concours international pour le Prix Erik Bruhn (Toronto): Meilleure performance en danse
- 1998 – YTV Achievement Awards 98 (Toronto)
- 1996 – Prix Diana Brown de l'École nationale de ballet (Toronto)

## Vie personnelle
En 2010, Côté épouse Heather Ogden, une des danseuses principales du Ballet national du Canada. Le couple a deux enfants. Ils se séparent en 2022.